# David B. Fogel
David Bruce Fogel (geboren am 2. Februar 1964) ist ein US-amerikanischer Informatiker. Er ist ein Pionier der Optimierung durch evolutionsbiologische Algorithmen (englisch evolutionary computation).

## Leben
Fogel erhielt den Titel Ph.D. in Ingenieurwissenschaften 1992 an der University of California, San Diego. Im Mai 2014 wurde er zum Honorarprofessor an der University of Nottingham  (Großbritannien) berufen. Zurzeit ist er Präsident der Firma Natural Selection, Inc., in San Diego, die sich mit der Optimierung komplexer technischer Systeme beschäftigt. Er war Gründungs-Herausgeber der Fachzeitschrift IEEE Transactions on Evolutionary Computation (1996–2002) und von 2000 bis 2008 Chefredakteur der Fachzeitschrift BioSystems. Außerdem war er der Hauptorganisator des IEEE World Congress on Computational Intelligence 2002 und von 2008 bis 2009 Präsident der IEEE Computational Intelligence Society.
Sein Vater ist der Informatiker Lawrence J. Fogel (1928–2007). Sein Bruder Gary B. Fogel ist Geschäftsführer der oben genannten Firma und zurzeit Chefredakteur von BioSystems.

## Wissenschaftliches Wirken
Große Bekanntheit erlangte Fogel durch sein Forschungsprojekt Blondie24, bei dem eine Maschine so weit entwickelt wurde, dass sie zum exzellenten Damespieler wurde. Fogel schrieb sechs Fachbücher und mehr als 200 wissenschaftliche Publikationen, insbesondere über evolutionäre Optimierung und neuronale Netzwerke. Er beschäftigt sich außerdem mit diversen Anwendungen der Spieltheorie.